# 与力町 (大阪市)
与力町（よりきまち）は、大阪府大阪市北区の町名。丁番を持たない単独町名である。

## 地理
大阪市北区東部に位置。北から東は同心、南は紅梅町、西は天神橋3丁目に接する。地内の中心には与力町公園がある。
同心1丁目・末広町とともに、寺町通りの北側に寺院が並ぶ天満東寺町の一部を含み、地内の南側には寺院が密集している。

### 地名の由来
与力町の名の由来は、江戸期に大坂町奉行所の主力官僚である与力が当地に屋敷を構えていたことによる。

## 歴史
元は西成郡川崎村の一部。
天満東寺町の北側は、南から順に同心屋敷・与力屋敷・同心屋敷の配列になっていたため、大阪市編入後の1900年（明治33年）に起立した町名も同様に南同心町1 - 2丁目・与力町1 - 2丁目・北同心町1 - 2丁目という配列だった。
1978年（昭和53年）に現行行政地名に改編され、丁番を持たない単独町名となった。現在の町域はもと東寺町・南同心町・与力町のそれぞれ西半に概ね該当する。

## 世帯数と人口
2019年（平成31年）3月31日現在の世帯数と人口は以下の通りである。
| 町丁   | 世帯数  | 人口    |
| ------ | ------- | ------- |
| 与力町 | 790世帯 | 1,621人 |

### 人口の変遷
国勢調査による人口の推移。
| 1995年（平成7年）  | 692人   | [ 6 ]  |  |
| 2000年（平成12年） | 852人   | [ 7 ]  |  |
| 2005年（平成17年） | 1,445人 | [ 8 ]  |  |
| 2010年（平成22年） | 1,522人 | [ 9 ]  |  |
| 2015年（平成27年） | 1,691人 | [ 10 ] |  |

### 世帯数の変遷
国勢調査による世帯数の推移。
| 1995年（平成7年）  | 299世帯 | [ 6 ]  |  |
| 2000年（平成12年） | 383世帯 | [ 7 ]  |  |
| 2005年（平成17年） | 658世帯 | [ 8 ]  |  |
| 2010年（平成22年） | 705世帯 | [ 9 ]  |  |
| 2015年（平成27年） | 816世帯 | [ 10 ] |  |

## 学区
市立小・中学校に通う場合、学区は以下の通りとなる。北区内の全ての市立中学校と、大阪市内の小中一貫校が対象で学校選択が可能（抽選を実施）。
| 番・番地等 | 小学校             | 中学校             |
| ---------- | ------------------ | ------------------ |
| 全域       | 大阪市立堀川小学校 | 大阪市立北稜中学校 |

## 事業所
2016年（平成28年）現在の経済センサス調査による事業所数と従業員数は以下の通りである。
| 町丁   | 事業所数 | 従業員数 |
| ------ | -------- | -------- |
| 与力町 | 79事業所 | 995人    |

## 施設
- 与力町公園
- 天徳寺 - 篠崎小竹・末次元康墓所

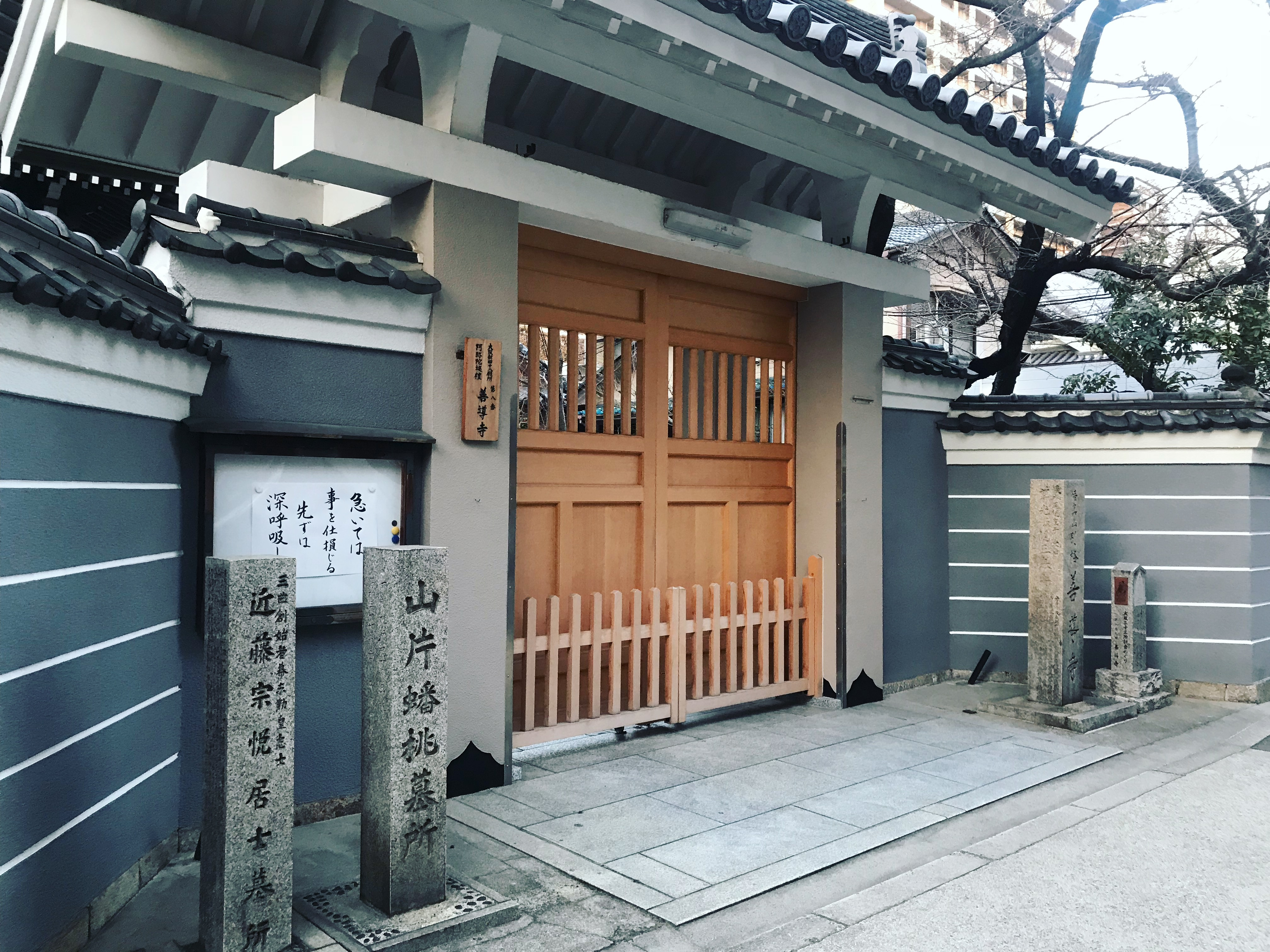
天徳寺

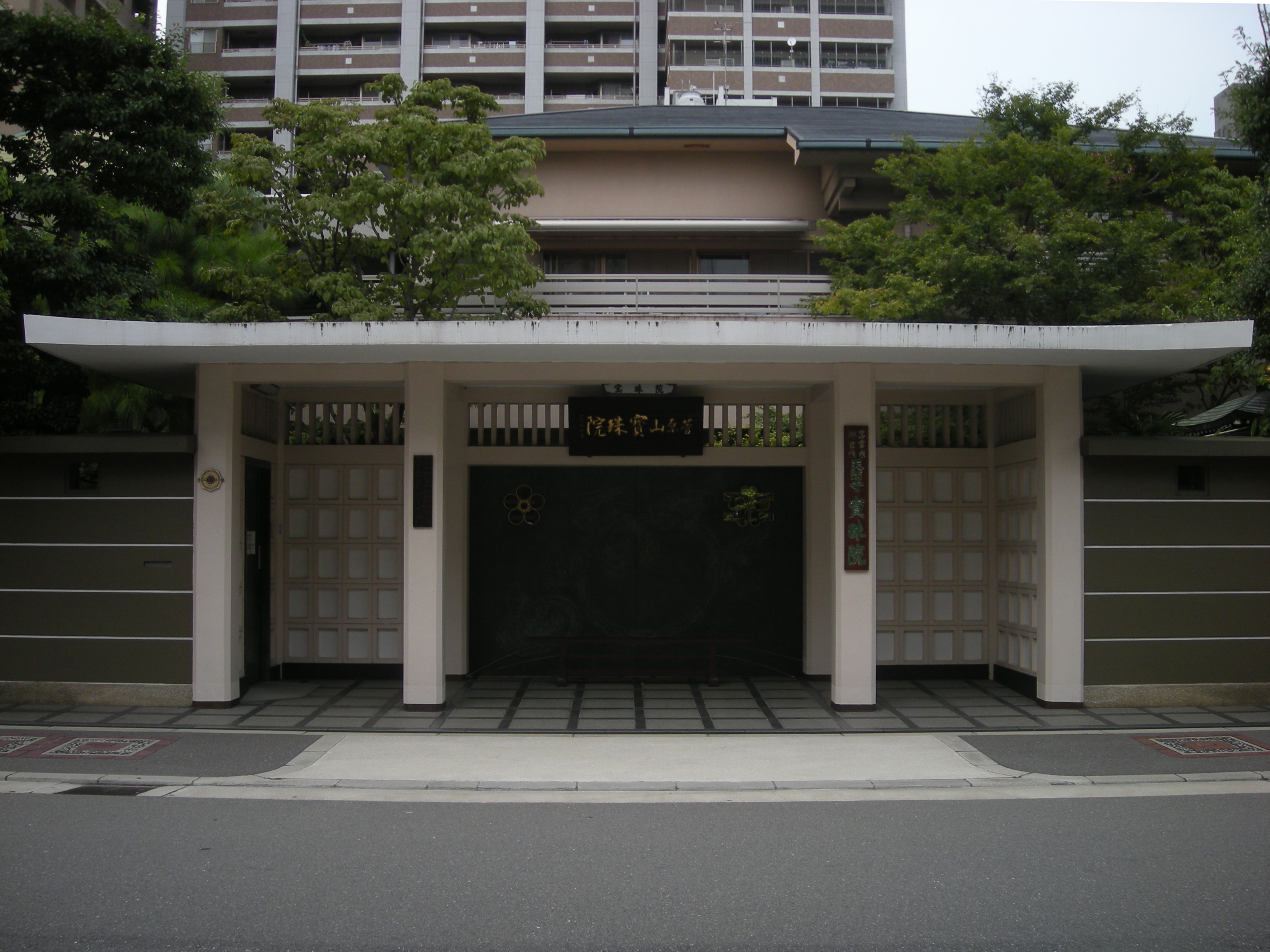
宝珠院

- 善導寺 - 山片蟠桃・西山芳園・西山完瑛墓所
- 宝珠院 - 摂津国八十八箇所第10番札所
- 栗東寺 - 大坂三十三観音めぐり第9番札所
- 太成学院天満幼稚園
- インポートロッサ
- シンフォニア

## 交通

### 鉄道
- 地内に駅はなく、JR大阪環状線「天満駅」もしくは地下鉄堺筋線「扇町駅」が最寄り駅である。

## その他

### 日本郵便
- 〒530-0036[3]（集配局：大阪北郵便局[13]）